# Herbita saturniata
Herbita saturniata är en fjärilsart som beskrevs av Achille Guenée 1858. Herbita saturniata ingår i släktet Herbita och familjen mätare. Inga underarter finns listade i Catalogue of Life.